# Shalom Zachar

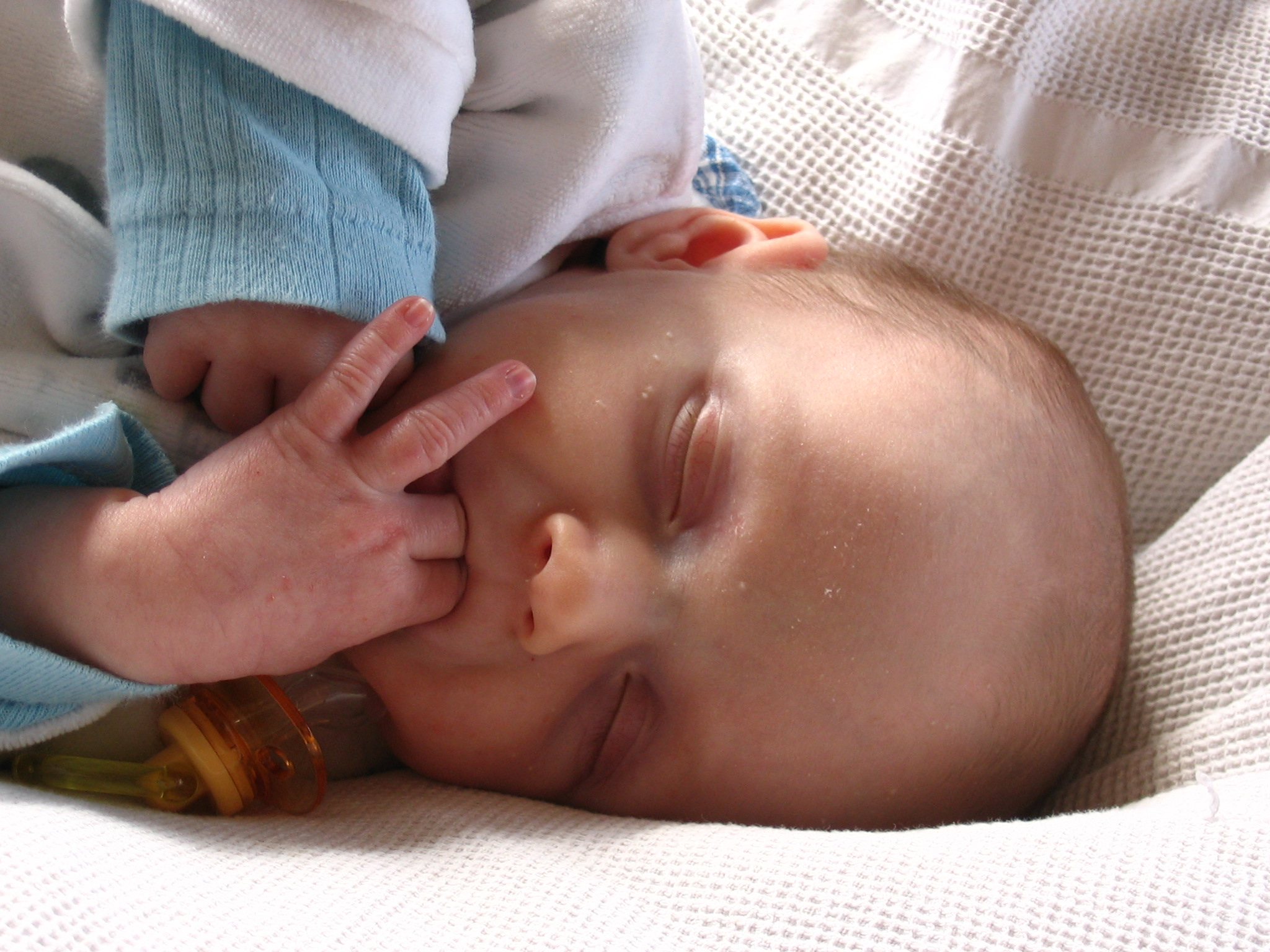
Shalom Zachar viene celebrato nel primo venerdì sera dopo la nascita di un bambino

Shalom Zachar (anche: Sholom Zochor, Shulem Zucher – (ebraico: שלום זכר; trad. "benvenuto al maschio"), è un raduno festivo che avviene nelle comunità ebraiche aschenazite durante il primo venerdì sera, dopo la nascita di un maschio. Sebbene sia intesa come occasione per "consolare" il neonato, la riunione viene considerata una occasione di gioia e felicità.

## Brit Yitzchak
Gli ebrei sefarditi non osservano lo Shalom Zachar. La loro tradizione invece richiede di condurre una riunione chiamata Brit Yitzchak nella sera precedente al brit milah del neonato.